# Centralizacja uprawnień
Centralizacja uprawnień – model zarządzania, w którym najważniejsze decyzje są skupione w rękach wąskiego grona osób na najwyższych poziomach hierarchii, co ogranicza swobodę działania niższych szczebli i może wpływać na szybkość reakcji organizacji .